# 표도르 쿠즈네초프
표도르 이시도로비치 쿠즈네초프(러시아어: Фёдор Исидо́рович Кузнецо́в, 1898–1961)는 소비에트 연방의 장성이다.

## 일생
현재의 벨라루스 마힐료우 주의 농민으로 태어난 쿠즈네초프는 제1차 세계 대전 당시 러시아 제국 육군으로 복무하다 후에 볼셰베키의 붉은 군대에 복무한다. 독소 전쟁 당시 1941년 6월 30일 발트 작전까지 북서부 전선군의 지휘관이었으나, 1941년 8월 초(소장 P. P. 사베니코프로 교체) 해임되었고 스타브카에 1942년 3월까지 소련 제21군을 지휘하고, 이후 1941년 7-8월에 중앙 전선군의 임시 지휘관이자 제28군 참모총장이 되었으며 서부 전선군의 지휘관이자 제61군의 사령관이 되었다.
1942년 3월부터 1943년 6월까지 바르샤바 국방 대학의 지휘관을 맡았으며 1943년 8월부터 1944년 2월까지 볼호프 전선군과 칼리닌 전선군의 부사령관이었다. 1945년부터 1948년까지 그는 볼가-우랄 군관구의 사령관이었으며 질병으로 은퇴했다.

## 추가 자료
- Erickson, The Road to Stalingrad, 2003 Cassel Military Paperbacks edition, p.198-9, 256